# Phyllanthus mafingensis
Phyllanthus mafingensis là một loài thực vật có hoa trong họ Diệp hạ châu. Loài này được Radcl.-Sm. miêu tả khoa học đầu tiên năm 1996.